# Marsciano
Marsciano es una localidad italiana de la provincia de Perugia, región de Umbría, con 18.291 habitantes.

## Evolución demográfica
| Gráfica de evolución demográfica de Marsciano entre 1861 y 2001 |
|                                                                 |
| Fuente ISTAT - Elaboración gráfica por parte de Wikipedia       |

## Ciudades hermanadas
- Jablonec nad Nisou
- Loropéni
- Orosei
- Tremblay-en-France